# Brittiskt pund
Brittiskt pund (engelska: Pound sterling) är den valuta som används i Storbritannien. Valutakoden är GBP. 1 pund motsvarar 100 pence förkortat p (singularform: penny).
Namnet kommer från att ett pund ursprungligen motsvarade ett viktpund i sterlingsilver. Detta silver delades i 250 lika delar varav tio gick till myntmakaren. Resten delades upp i 240 pence. Som en följd av detta förekommer även pound sterling som beteckning på valutan. Pundtecknet (£) kommer ursprungligen från latinet (libra) och används ofta för att beteckna valutan. I engelska skrivs symbolen i regel direkt före talet, till exempel ”£20”, men i andra språk förekommer även den omvända formen: "20 £".
På valutamarknaden kallas valutan "sterling" för att skilja den från andra typer av pund.
Ett vanligt slangord för pund är quid.

## Användning
Valutan ges primärt ut av Bank of England (BOE) som grundades 1694, ombildades 1946 och 1997 och har sitt huvudkontor i City of London-distriktet i London.
Det brittiska pundet är den fjärde mest handlade valutan i världen idag, efter amerikansk dollar, euro och japanska yen. Tillsammans med de tre föregående och den kinesiska yuán ingår pundet i den valutakorg som används för att beräkna särskilda dragningsrätter hos Internationella valutafonden.

## Valörer
- sedlar: 5, 10, 20 och 50 pund
- mynt: 1 och 2 pund
  - underenhet: 1, 2, 5, 10, 20 och 50 pence

## Sedlar
Det brittiska pundet är officiell valuta i Storbritannien, i Kronbesittningar och i Brittiska besittningar och protektorat. I dessa områden har sju kommersiella banker och lokala regeringar rätt att ge ut sedlar utöver Bank of England.
I nedanstående tabell visas vilka banker och myndigheter som har tillåtelse att trycka brittiska pund-sedlar, sorterat efter område:
| Storbritannien                              | Storbritannien                                                | Storbritannien                                       |
| England & Wales                             | Skottland                                                     | Nordirland                                           |
| ------------------------------------------- | ------------------------------------------------------------- | ---------------------------------------------------- |
| - Bank of England                           | - Bank of Scotland - Royal Bank of Scotland - Clydesdale Bank | - Bank of Ireland - Danske Bank - Ulster Bank        |
| Kronbesittningar                            |                                                               |                                                      |
| The Isle of Man                             | Bailiwick of Jersey                                           | Bailiwick of Guernsey                                |
| - Isle of Man Government (Isle of Man-pund) | - States of Jersey (Jerseypund)                               | - States of Guernsey (Guernseypund)                  |
| Brittiska besittningar och protektorat      |                                                               |                                                      |
| Gibraltar                                   | Sankta Helena, Ascension och Tristan da Cunha                 | Falklandsöarna                                       |
| - Government of Gibraltar (Gibraltarpund)   | - Government of Saint Helena (Sankthelenskt pund)             | - Government of the Falkland Islands (Falklandspund) |

| Regering    | = sedlar utgivna av lokal regering |
| Centralbank | = sedlar utgivna av en centralbank |
| Affärsbank  | = sedlar utgivna av en affärsbank  |

Lokala sedlar såsom de skotska och nordirländska accepteras inte alltid av engelska och utländska affärsinrättningar och växlingskontor.

## Historia
Innan decimalreformen 1971 delades ett pund i tjugo shilling, som i sin tur delades i tolv pence, vilket gav totalt 240 pence på ett pund. Shilling förkortades s, men inte från initialbokstaven utan från latinets solidus. Pennyn förkortades då d från latinets denarius (solidus och denarius var romerska mynt). En blandning av shilling och pence, som till exempel "två skilling och sex pence", skrevs "2/6" eller "2s 6d". Fem shilling skrevs "5s" eller "5/-". Vid tiden för reformen var penny den minsta myntenheten men ännu mindre hade funnits tidigare, som till exempel halfpenny (0.5d), farthing (0.25d) och quarter farthing (0.0625d).
Vid införandet av den nya indelningen behöll pundet sitt dåvarande värde men delades i 100 pence istället för 240. Varje ny penny blev därför värd 2,4 gamla pence. De första åren efter reformen kallade de också allmänt för "new penny" och alla mynt bar inskriptionen "NEW PENCE" fram till 1982. De gamla en- och tvåshillingmynten hade samma värde som fem respektive tio nya pence, och fortsatte att vara giltiga till början av 1990-talet. Även det gamla sexpencemyntet, värt 2,5 nya pence, var kvar till 1980.

### Lista över brittiska mynt före 1971
Värdet av vissa mynt ändrades över tid. Värdet på en Guinea varierade mellan 20 och 30 shilling innan det fixerades vid 21 shilling i december 1717.
(antal shilling/antal pence [värde i pund])

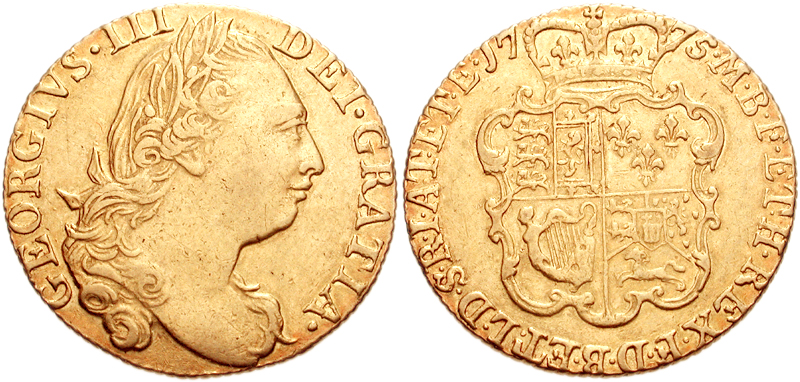
Guinea 1775, Georg III. Guld.
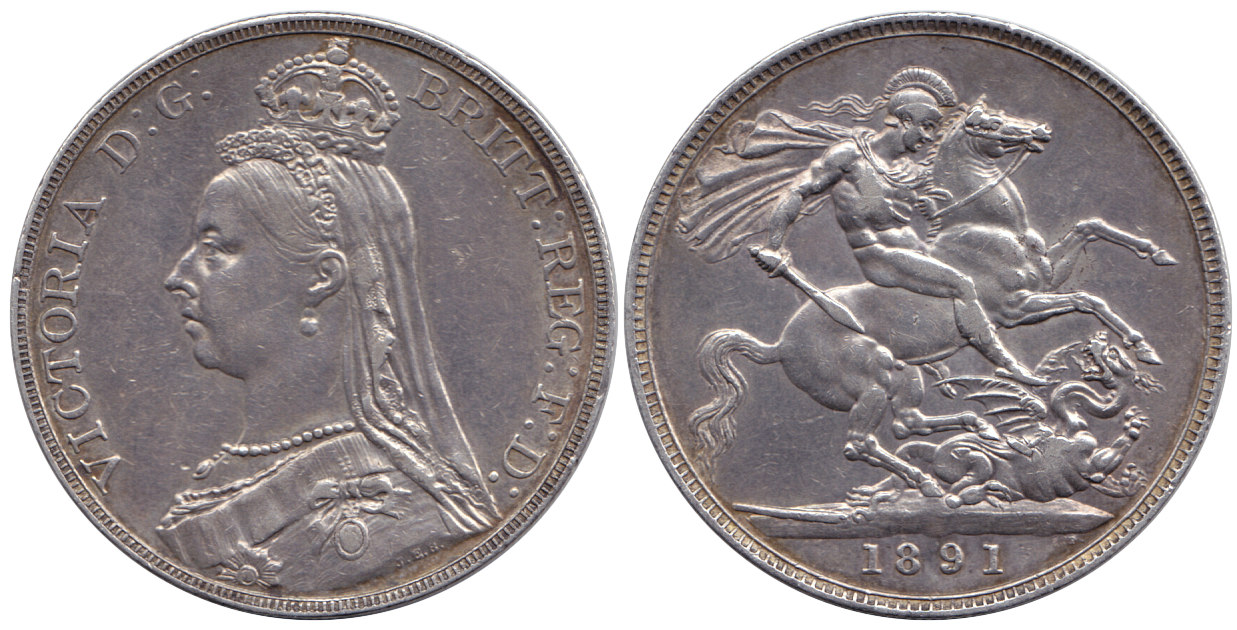
Crown 1891, Viktoria. Silver.
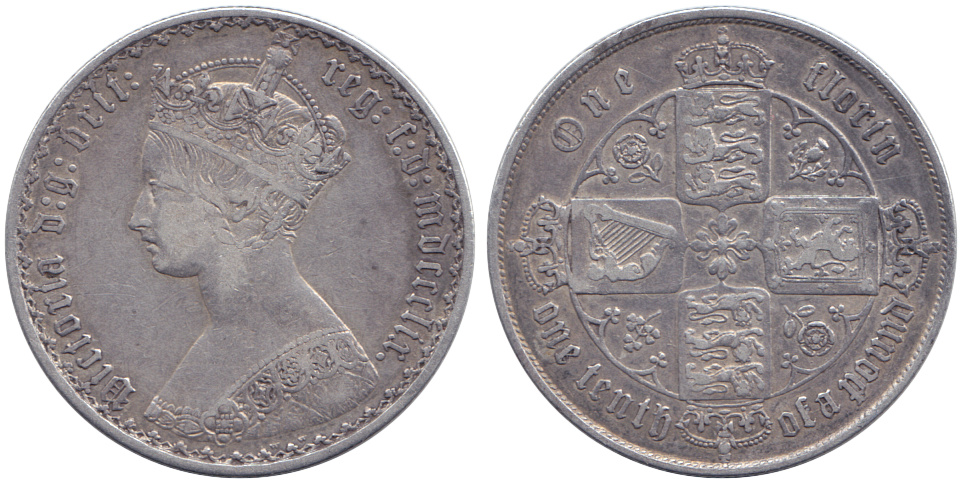
Florin 1859, Viktoria. Silver.
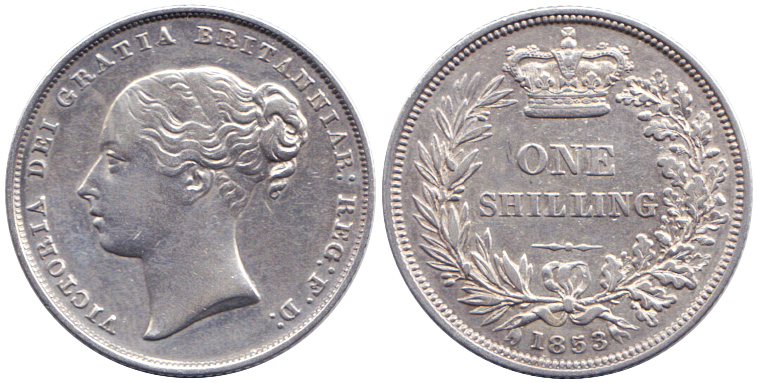
Shilling 1853, Viktoria. Silver.
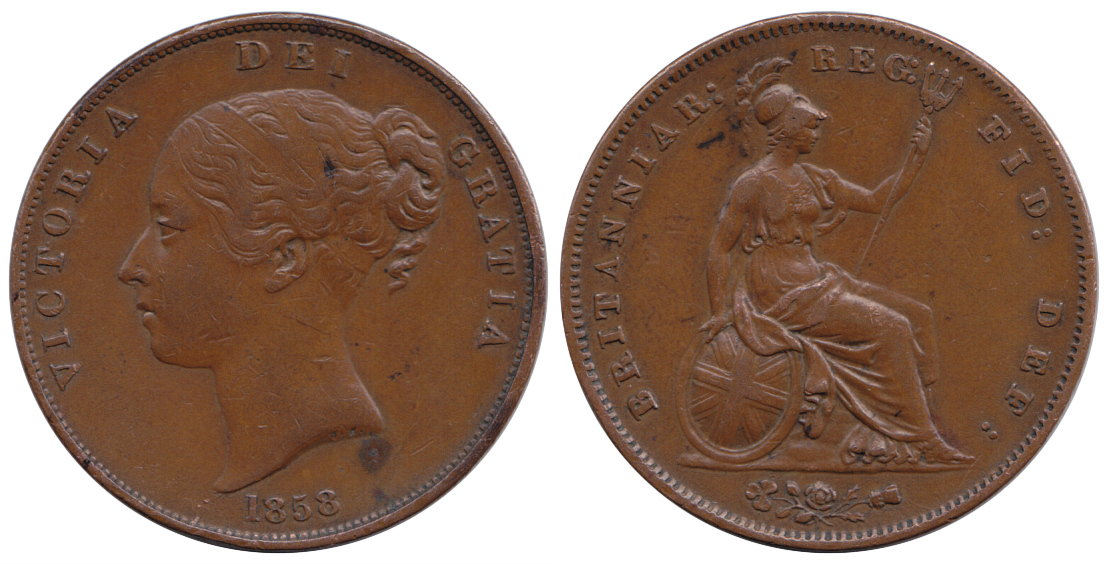
Penny 1858, Viktoria. Koppar.
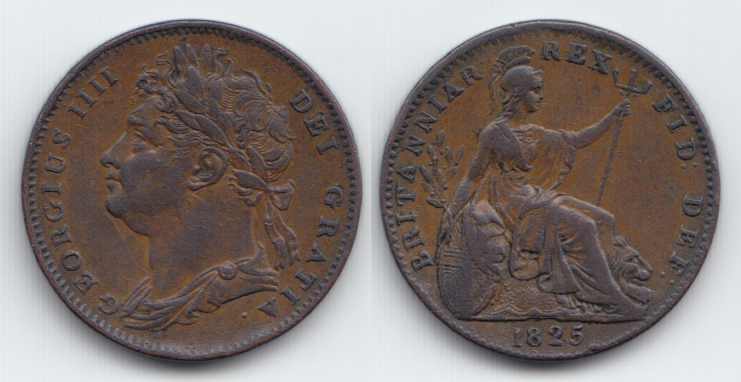
Farthing 1825, Georg IV. Koppar.

- Five Guineas (först 100/- [£5], senare 105/- [£5.25])
- Five pounds (100/- [£5])
- Triple Unite (60/- [£3])
- Fifty Shillings (50/- [£2.5])
- Two guineas (42/- [£2.1])
- Two pounds (40/- [£2])
- Rose Ryal (30/- [£1.5])
- Guinea (21/- [£1.05])
- Broad (20/- [£1])
- Sovereign (20/- [£1])
- Laurel (20/- [£1])
- Unite (20/- [£1])
- Spur Ryal (15/- [£0.75])
- Half guinea (10/6 [£0.525])
- Half sovereign (10/- [£0.5])
- Double Crown (10/- [£0.5])
- Halfpound (10/- [£0.5])
- Half Unite (10/- [£0.5])
- Half laurel (10/- [£0.5])
- Rose Noble eller Ryal (10/- [£0.5], 15/- [£0.75] från 1553)
- Third guinea (7/- [£0.35])
- Noble (6/8 [£0.3333])
- Angel (6/8 [£0.3333])
- Florin eller Double Leopard (6/- [£0.3])
- Quarter guinea (5/3 [£0.2625])
- Crown (5/- [£0.25])
- Crown of the Rose (4/6 [£0.225])
- Double florin (4/- [£0.2])
- Half Noble  (3/4 [£0.1667], 4/2 [£0.2083] 1464)
- Half Angel  (3/4 [£0.1667], senare 5/6 [£0.275])
- Half Florin eller Leopard (3/- [£0.15])
- Half crown (2/6 [£0.125])
- Quarter Angel (2/- [£0.1])
- Florin (2/- [£0.1])
- Twenty pence (1/8 [£0.0833] - 2/- [£0.1])
- Quarter Noble (1/8 [£0.0833])
- Quarter Florin eller Helm (1/6 [£0.075])
- Shilling (1/- [£0.05])
- Sixpence (6d [£0.025])
- Groat (4d [£0.0167])
- Threepence (3d [£0.0125])
- Half Groat (2d [£0.0083])
- Twopence (2d [£0.0083])
- Three Halfpence (1.5d [£0.0063])
- Penny (1d [£0.0042])
- Three Farthings (0.75d [£0.0031])
- Halfpenny (0.5d [£0.0021])
- Farthing (0.25d [£0.00104167])
- Half farthing (0.125d [£0.00052083])
- Third farthing (0.08333d [£0.0003472])
- Quarter farthing (0.0625d [£0.00026])